# Acanthogyrus acanthogyrus
Acanthogyrus acanthogyrus är en hakmaskart som beskrevs av Thapar 1927. Acanthogyrus acanthogyrus ingår i släktet Acanthogyrus och familjen Quadrigyridae. Inga underarter finns listade i Catalogue of Life.